# 11265 Hasselmann
11265 Hasselmann è un asteroide della fascia principale. Scoperto nel 1981, presenta un'orbita caratterizzata da un semiasse maggiore pari a 2,3661435 UA e da un'eccentricità di 0,1298419, inclinata di 1,28443° rispetto all'eclittica.